# بیلی گیبنز
ویلیام فردریک گیبنز (به انگلیسی: William Frederick Gibbons) ، (زاده ۱۶ دسامبر ۱۹۴۹) نوازنده، خواننده، ترانه‌سرا، تهیه‌کننده ضبط و بازیگر آمریکایی است که به عنوان گیتاریست و خواننده اصلی گروه راک آمریکایی زی زی تاپ شناخته می‌شود.